# نیروی دریایی ارتش آزادی‌بخش خلق
نیروی دریایی ارتش آزادی‌بخش خلق چین شاخهٔ دریایی ارتش آزادی‌بخش خلق جمهوری خلق چین است.این نیرو در سال ۱۹۵۰ بر پا شد و منشاء آن یکان‌هایی دریایی بودند که هنگام جنگ داخلی چین می‌جنگیدند. در دههٔ ۱۹۵۰ و اوایل دههٔ ۱۹۶۰ اتحاد شوروی به نیروی دریایی ارتش آزادی‌بخش کمک‌هایی به شکل فرستادن مستشاران دریایی و صادرات تجهیزات و تکنولوژی انجام داد.

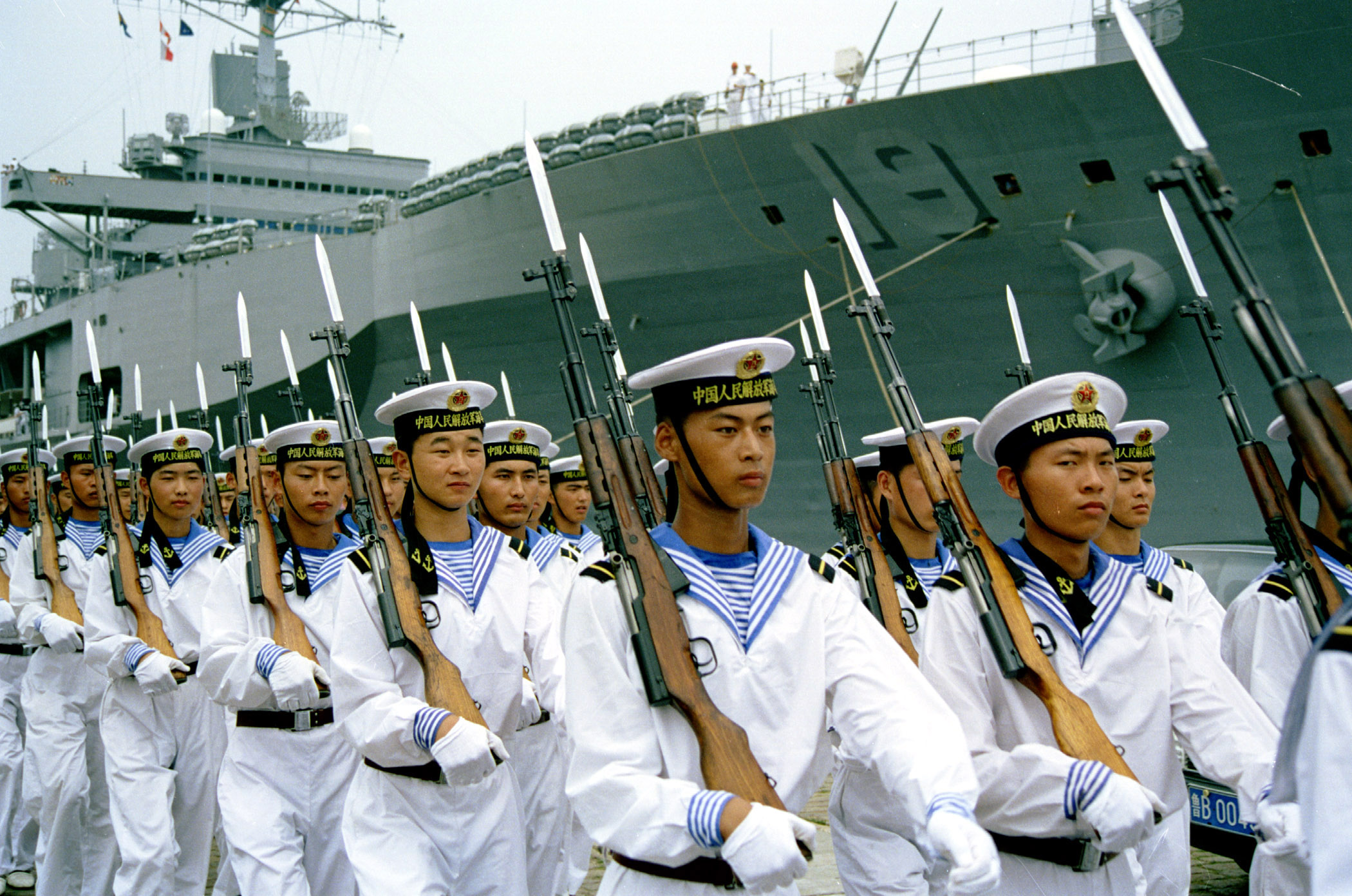
ملوانان ناوگان دریای شمال نیروی دریایی ارتش آزادیبخش خلق در چینگ‌دائو با تفنگ سیمونوف.

تا پیش از دههٔ ۱۹۹۰ این نیرو نقشی فرعی در کنار نیروی زمینی ارتش آزادی‌بخش خلق چین داشت.

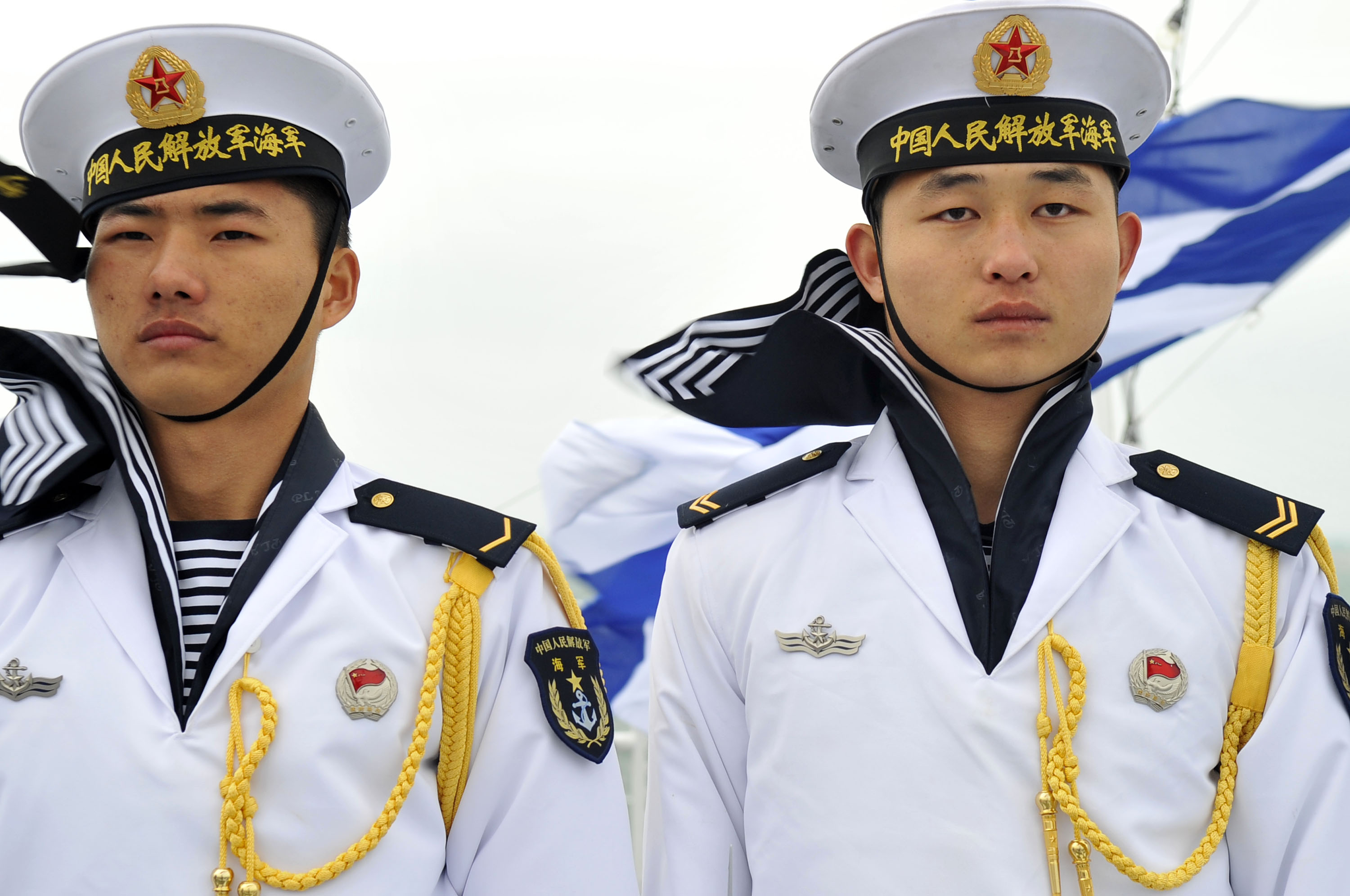
ملوانان نیروی دریایی ارتش آزادی‌بخش خلق چین در شصتمین سالگرد بنبانگذاری این نیرو در سال ۲۰۰۹

در سال ۲۰۰۸ ژنرال چیانلی هوا اعلام کرد که چین برنامه‌ای برای به آب انداختن ناوگان کوچکی از ناوهای هواپیمابر در آینده‌ای نزدیک دارد، ولی این ناوگان برای مقاصد دفاع منطقه‌ای است و نه لشکرکشی. در سال ۲۰۱۳ مقام‌های رسمی ارتش آزادی‌بخش خلق چین طرح کلی برنامه‌ای را برای فعالیت این نیرو در زنجیره نخستین جزیره‌ها شرح دادند. استراتژیست‌های چینی توسعهٔ نیروی دریایی را از یک نیروی دریایی سبز به یک نیروی دریایی آبی آفندی و پدافندی منطقه‌ای پیش‌بینی کردند.

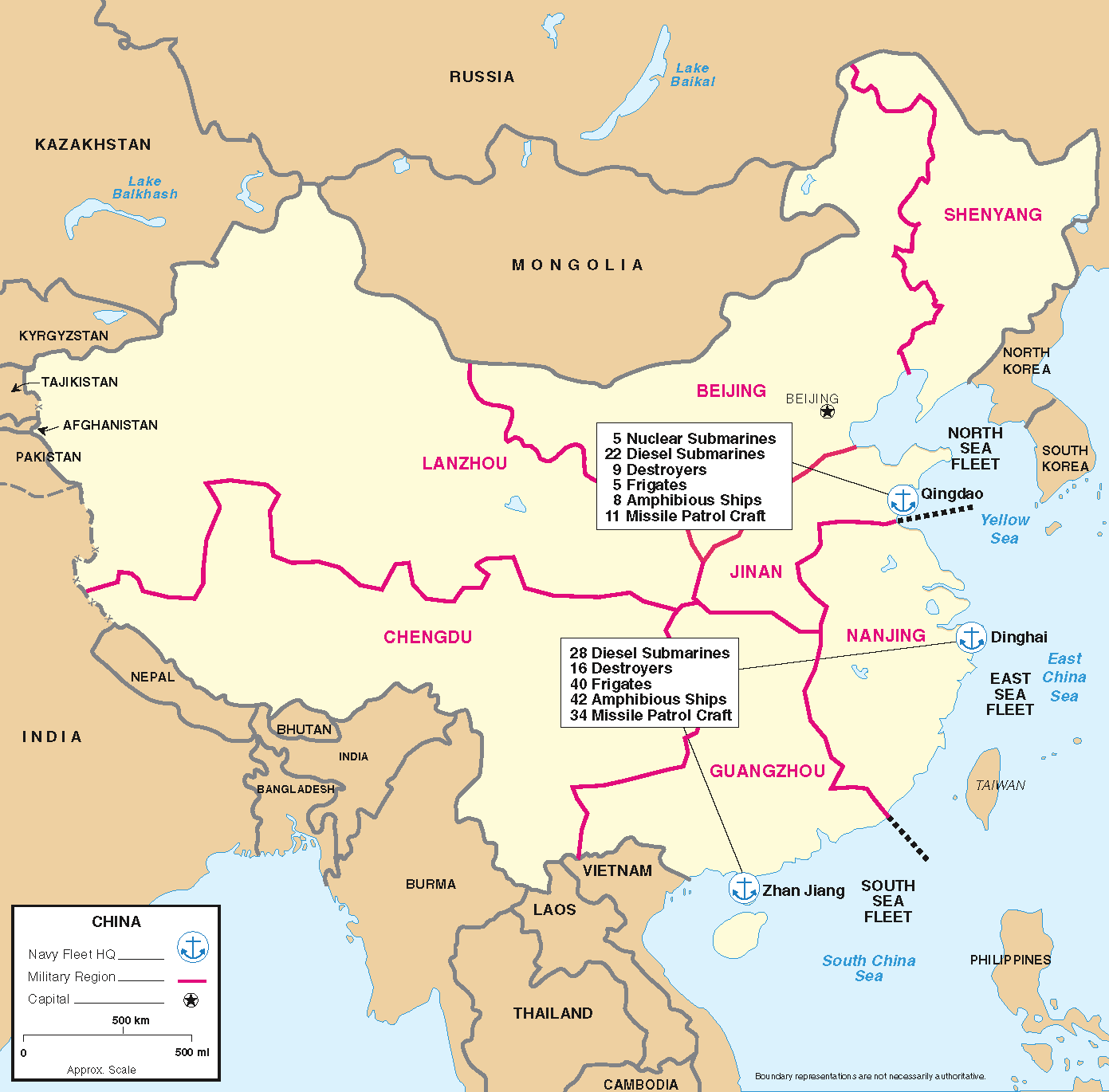
یکان‌های اصلی نیروی دریایی در منطقه‌های نظامی ارتش آزادی‌بخش خلق چین در سال ۲۰۰۶

نیروی دریایی ارتش آزادیبخش خلق چین شامل پنج شاخه می‌شود:
- نیروهای زیردریایی نیروی دریایی ارتش آزادی‌بخش خلق چین
- نیروهای سطح دریایی نیروی دریایی ارتش آزادی‌بخش خلق چین
- نیروهای دفاع ساحلی نیروی دریایی ارتش آزادی‌بخش خلق چین
- تفنگداران دریایی ارتش آزادی‌بخش خلق چین
- نیروهای هوابرد نیروی دریایی ارتش آزادی‌بخش خلق چین

نیروی دریایی ارتش آزادی‌بخش خلق چین دارای دو فروند ناو هواپیمابریک فروند هم‌درحال ساخت، ۶ فروند کشتی ترابری آبی خاکی، ۳۲ فروند کشتی تانک بر، ۷۹ فروند زیردریایی (۱۴ فروند آن اتمی است)،۵۰ فروند ناوشکن، ۴۶ فروندناوچه، ۴۲ فروند ناوچه سبک، ۱۰۵ فروند کشتی موشک انداز، ۱۳۱ فروند کشتی توپ دار، ۶۷ فروند کشتی ضدمین، ۷ فروند کشتی سوخت رسان و ناوگانی از کشتی‌های گوناگون کمکی است.

## تاریخچه
منشا نیروی دریایی ارتش آزادی‌بخش خلق چین یکان‌هایی از نیروی دریایی جمهوری چین بود که در اواخر جنگ داخلی چین فرار کرده و به ارتش آزادیبخش خلق پیوسته بودند. در سال ۱۹۴۹ مائو تسه‌تونگ اظهار داشت که "برای مقابله با ستیزه جویی امپریالیسم باید یک نیروی دریایی نیرومند بسازیم. " در عملیات پیاده کردن نیرو در جزیره هاینان، کمونیست‌ها جونگ‌هایی چوبی که روی آن‌ها توپ‌های کوهی نصب شده بود به عنوان کشتی جنگی و ترابری علیه نیروی دریایی جمهوری چین به کار می‌بردند. دانشگاه نیروی دریایی دالیان در تاریخ ۲۲ نوامبر ۱۹۴۹ در دالبان بر پا شد که بیشتر معلم‌های آن اهل شوروی بودند. نیروی دریایی در سپتامبر ۱۹۵۰ با تحکیم نیروهای دریایی منطقه‌ای زیر نظر فرماندهی ستاد کل در جیانلیان در استان جیانگسو برپا گردید. این نیرو پامل کلکسیون گوناگونی از کشتی‌ها و قایق‌های گرفته شده از نیروهای کومینتانگ بود. نیروی هوابرد دریایی ۲ سال بعد به آن افزوده شد. تا سال ۱۹۵۴ حدود ۲۵۰۰ مستشار نیروی دریایی شوروی در چین بودند؛ یعنی تقریباً برای هر ۳۰ پرسنل نیروی دریایی چین یک مستشار وجود داشت و شوروی آغاز به فراهم کردن کشتی‌های مدرن نمود. با کمک شوروی نیروی دریایی در سال ۱۹۵۴ و ۱۹۵۵ به صورت ناوگان دریای شمال؛ ناوگان دریای خاوری، ناوگان دریای جنوب و سپاهی از دریابدها و دیگر افسران مطابق با درجه‌های نیروی زمینی بر پا گردید. شوروی‌ها نخست در کشتی‌سازی به چین یاری رساندند، سپس چینی‌ها طراحی‌های شوروی را بدون یاری کپی کردندو سپس سرانجام چینی‌ها کشتی‌هایی با طراحی خود تولید کردند. سرانجام همکاری شوروی تا جایی پیشرفت کرد که موضوع ناوگان مشترک چینی به شوروی در اقیانوس آرام به بحث گذاشته شد.

### دههٔ ۱۹۵۰ و ۱۹۶۰
در آشوب‌های اواخر دههٔ ۱۹۵۰ و دههٔ ۱۹۶۰ نیروی دریایی نسبتاً آرام ماند. با رهبری وزیر دفاع ملی لین بیائو، سرمایه‌گذاری‌های بسیاری در خلال سال‌های ریاضت اقتصادی پس از یک گام بزرگ به جلو در ساختن نیوری دریایی انجام گردید. در خلال انقلاب فرهنگی چین تعدادی از کمیسرهای دریایی و فرماندهان عالی رتبه پاکسازی شدند و نیروی دریایی برای سرکوب شورش در ووهان در ژوئیهٔ ۱۹۶۷ به کار گرفته شد.

### دههٔ ۱۹۷۰ و ۱۹۸۰
در دههٔ ۱۹۷۰ هنگامی که تقریباً ۲۰ درصد بودجهٔ دفاعی به نیروی دریایی اختصاص داده شد، این نیرو رشدی بسیار قابل توجه کرد. تعداد زیردریایی‌های سنتی از ۳۵ فروند به ۱۰۰ فروند و تعداد کشتی‌های حمل‌کنندهٔ موشک از ۲۰ فروند به ۲۰ فروند رسید و تعداد کشتی‌های بزرگتر از جمله کشتی‌های پشتیبانی برای عملیات اقیانوسی افزایش پیدا کرد. نیروی دریایی همچنین آغاز به ساخت زیردریایی‌های آفندی اتمی و زیردریایی‌های اتمی پرتاب‌کننده موشک بالستیک نمود.
در دههٔ ۱۹۸۰ با رهبری سرفرماندهٔ نیروی دریایی لیو هواچینگ نیروی دریایی تبدیل به یک قدرت دریایی منطقه‌ای شد گرچه تولید در سطحی زیر سطح دههٔ ۱۹۷۰ بود. لیو هوافینگ افسر ارتشی بود که بیشتر دوران کاری خود را در پست‌های اداری مرتبط با علم و تکنولوژی سپری کرده بود. از سال ۱۹۸۸ نیروی دریایی آزادیبخش خلق چین برای نخستین بار زیر فرماندهی یک افسر نیروی دریایی قرار گرفت. لیو بسیار به دنگ شیائوپینگ نزدیک بود و کوشش‌های او برای مدرن‌سازی بسیار با سیاست‌های ملی دنگ شیائوپینگ همسویی داشت. گرچه با رهبری او نیروی دریایی کشتی‌های کمتری نسبت به دههٔ ۱۹۷۰ تولید نمود، ولی تمرکز بیشتری روی تکنولوژی و کیفیت انجام گردید. کوشش‌های او برای مدرن‌سازی شامل رساندن پرسنل به استانداردهای تحصیلی و فنی بالاتر، بازتعریف دکترین دفاعی ساحلی سنتی، پیکربندی نیروی دریایی برای انجام عملیات‌های دریایی سبز و آموزش برای عملیات مشترک زیردریایی، سطح دریایی، هوابرد دریایی، نیروهای دفاع ساحلی نیز می‌شد. نمونه‌ای از گسترش توانایی‌های چین در بازیابی یک موشک بالستیک قاره پیما در غرب اقیانوس در سال ۱۹۸۰ به وسیلهٔ بیست فروند کشتی و عملیات دریایی گسترده در جنوب دریای چین در سال ۱۹۸۴ و ۱۹۸۵ و پیمودن دو کشتی نیروی دریایی تا به سه کشور آسیای جنوبی در سال ۱۹۸۵ بود. در سال ۱۹۸۲ نیروی دریایی آزمایشی موفقیت‌آمیز از یک موشک بالستیک زیردریایی انجام داد. نیروی دریایی همچنین موفقیت‌هایی در ساخت چند نوع موشک سطح به سطح و هوا به سطح با بهبود توانایی‌های ابتدایی داشت. در اواخر دههٔ ۱۹۸۰ هنوز کاستی‌هایی در جنگ افزارهای ضدزیردریایی، مین‌گذاری و الکترونیک دریایی (شامل ابزار ضدالکترونیک) و توانایی‌های هوابرد دریایی وجود داشت.
در سال ۱۹۸۷ نیروی دریایی چین سومین نیروی دریایی بزرگ جهان بود گرچه پرسنل آن فقط ۱۲ درصد قدرت این نیرو را تشکیل می‌داد.